# L'Odyssée (Chartres)
Pour les articles homonymes, voir Odyssée (homonymie).
L'Odyssée est un complexe aquatique et patinoire, situé à Chartres, en Eure-et-Loir. Le complexe est inauguré fin septembre 2009, le projet datant de 2003. Comprenant notamment deux bassins olympiques, il est le plus grand complexe de France et accueille de nombreuses compétitions. 

## Historique

### Projet
En 2003, un rapport indique la vétusté des trois piscines de Chartres Métropole (les Vauroux, la Courtille et Beaulieu) et leur incapacité d'accueil face à la demande, et en ferme une partie. Pour le président de l'agglomération (Jean-Pierre Gorges), il faut créer un nouveau centre aquatique pour remplacer ces trois infrastructures, qui totalisent 300 000 entrées.

### Construction
La collectivité envisage d'abord la construction du centre aquatique à Lucé, sur l'emplacement du Carré d'Or, mais cet espace est finalement dédié à l'implantation de nouveaux logements. Chartres se tourne alors vers un terrain militaire attenant à la base aérienne 122 Chartres-Champhol qu'elle rachète.
Les travaux débutent en 2006 et s'achève pour l’essentiel trois ans plus tard. Les bassins sont chauffés pour quatre chaudières au gaz d'une capacité équivalent à 4,6 MW. Le bassin ludique est chauffé par récupération de la chaleur des fumées tandis que des panneaux solaires alimentent les douches. Le complexe est certifié « Haute qualité environnementale ». 
Après l'inauguration (« officielle ») qui a réuni près de 500 personnes le 25 septembre 2009, les habitants de Chartres Métropole étaient invités aux portes ouvertes, les 26 et 27 du même mois. 25 000 personnes étaient présentes sur le site. En février 2015, le bassin olympique extérieur est achevé et les travaux ont coûté 75 millions d'euros au total. 

### Exploitation
La métropole choisit de gérer l'infrastructure via une délégation de service public, confiée à l'exploitant Vert Marine qui perçoit une subvention d'environ 1,2 million d'euros. On compte 70 à 80 salariés.
En 2010, le complexe a enregistré 620 000 entrées, contre 550 000 prévues. Le chiffre d'affaires s'était élevé à plus de 4,3 millions d'euros (hors taxes) cette année-là. En 2017, la piscine totalise près de 800 000 visiteurs. Elle peut atteindre jusqu'à 6 000 entrées par jour en été.

## Infrastructures

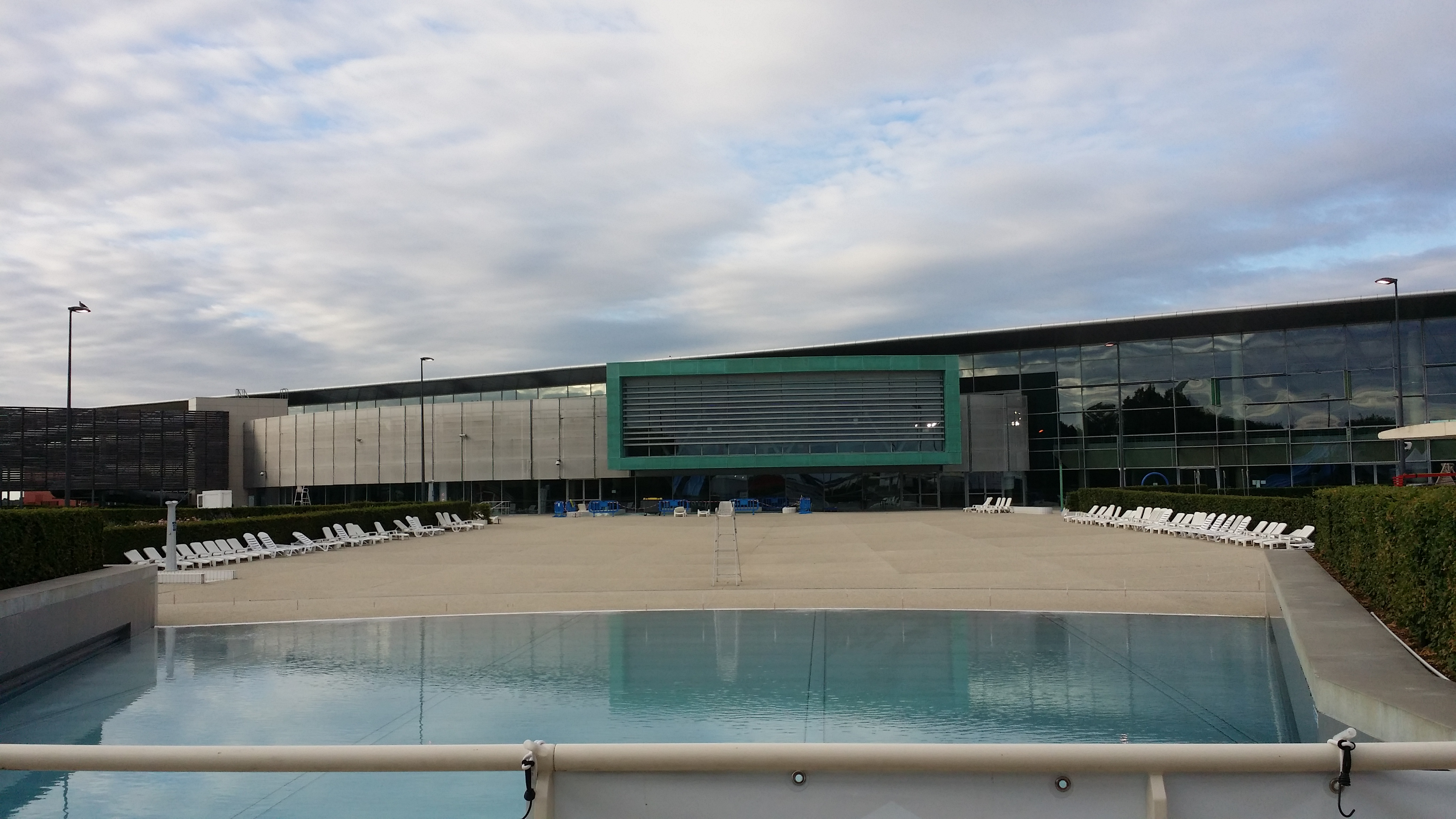
Piscine à vague.

L'Odyssée est le plus grand complexe aquatique de France, totalisant 5 000 m2 de bassin. On y trouve surtout deux bassins olympiques de 50 mètres sur 25 (soit dix couloirs), intérieur et extérieur, avec gradins fixes de 350 personnes et des extensions démontables pouvant porter la capacité à 5 000 spectateurs en cas d'évènements. 
Le complexe compte également en intérieur un bassin de 25 mètres de cinq couloirs, une pataugeoire, un bassin éducatif et une fosse de plongée de 20 mètres de profondeur. Avec l'extérieur, on ajoute un pentagliss sur deux niveaux, une piscine à vague de 500 m2 ainsi qu'une autre pataugeoire.
À cheval entre intérieur et extérieur, il faut ajouter un bassin ludique et de balnéothérapie, une rivière à courant et un toboggan. Enfin, on trouve une patinoire de 1 300 m2, une salle de fitness, un espace comprenant sauna, hammam et jacuzzi ainsi qu'un restaurant,.
L'été un espace vert permet l'organisation de nombreuses activités (structures gonflables, animations, sport) par différentes associations. Un snack est aussi ouvert au bord de la piscine à vague.

## Évènements

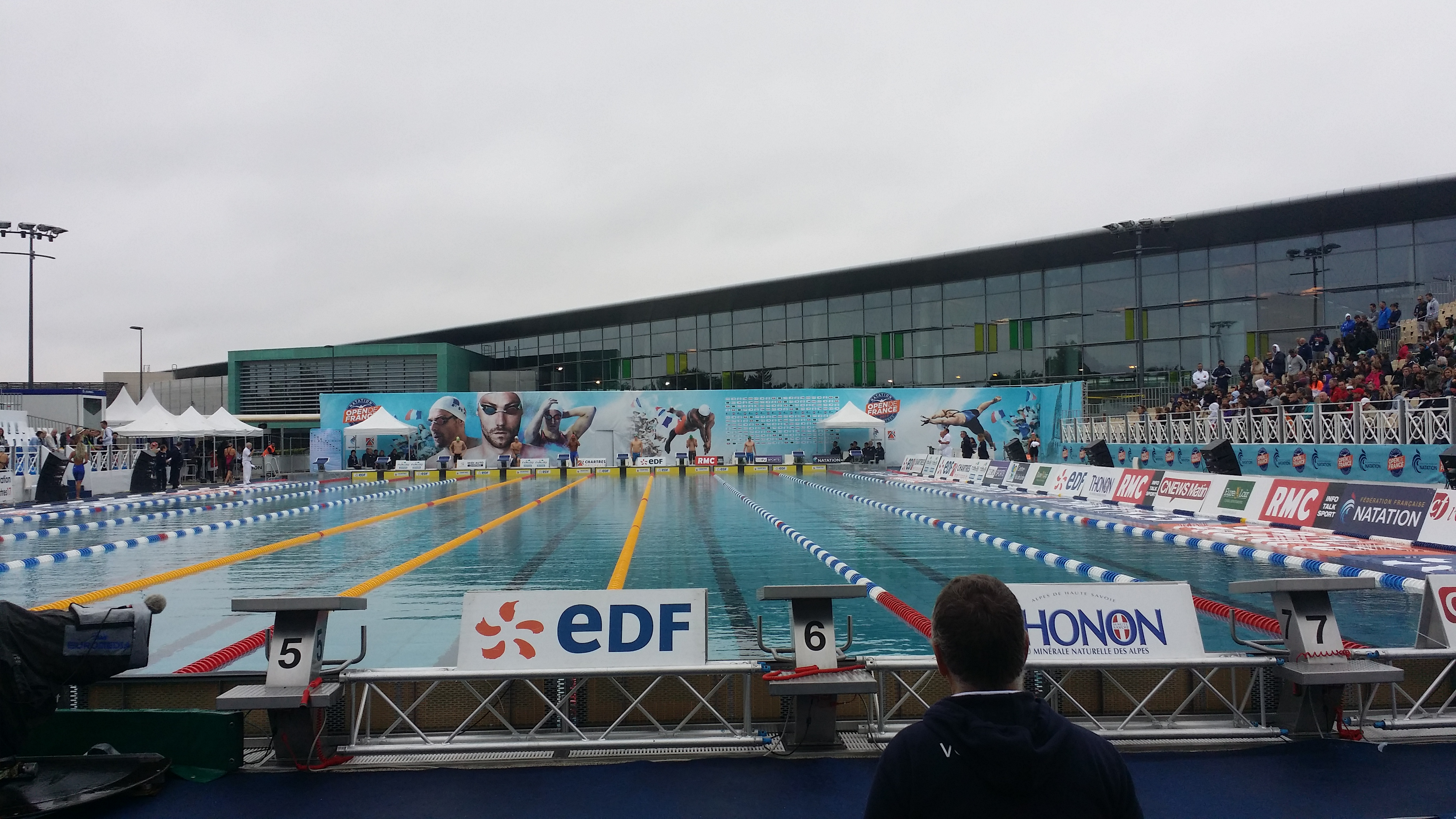
Bassin olympique extérieur lors de l'Open de France de natation 2017.

Depuis son ouverture, le complexe aquatique a permis à la ville de Chartres d'organiser des compétitions majeures (nationales et internationales) de natation :
- 2009 : Championnats de France de natation en petit bassin
- 2010 : Championnats de France de natation en petit bassin
- 2012 : Championnats d'Europe de natation en petit bassin
- 2013 : Championnats de France de natation (catégorie maîtres)
- 2014 : Championnats de France de natation
- 2015 : Étape de la coupe du monde de natation FINA
- 2016 : Étape de la coupe du monde de natation FINA
- 2017 : Open de France de natation, les 1er et 2 juillet[8]
- 2018 : Open de France de natation, les 7 et 8 juillet[9]
- 2021 : Championnats de France de natation